# Midnight in Paris
Midnight in Paris is een Amerikaanse romantische komedie geschreven en geregisseerd door Woody Allen. De film ging in première op het Filmfestival van Cannes in 2011.De film won in 2012 een Oscar voor Best Origineel Script. De hoofdrollen worden vertolkt door Owen Wilson, Marion Cotillard, Rachel McAdams, Kathy Bates, Carla Bruni en Adrien Brody.

## Verhaal
Een Amerikaanse familie reist naar Parijs voor zaken. De dochter Inez en haar verloofde Gil krijgen te maken met de illusie dat een ander leven beter zou zijn. Gil is een succesrijke scenarioschrijver, en werkt aan zijn eerste roman, maar kampt met twijfels. Inez en haar ouders vinden het maar niets. Als Gil op een nacht door Parijs naar het hotel wandelt, komt een oldtimer voorbij met vreemdelingen die hem meetronen naar een feestje. Gil ontdekt dat hij in de jaren 20 terechtgekomen is, net de periode waar hij dol op is en die ook voorkomt in zijn roman. Bovendien ontmoet hij beroemde schrijvers en artiesten uit de Lost Generation, zoals Ernest Hemingway en Pablo Picasso. Zij helpen hem met zijn roman en tegelijkertijd probeert Gil hen ook te inspireren.
Een aantal ontmoetingen veranderen zijn inzicht. Wanneer zijn nieuwe vriendin Adriana hem van de jaren twintig meeneemt naar het Belle époque ontdekt hij dat zij dus net als hij ook verlangt naar een eerdere tijd. Ze bezoeken het restaurant Maxim's en de Moulin Rouge en ontmoeten beroemdheden als Henri de Toulouse-Lautrec, Paul Gauguin en Edgar Degas. De kunstenaars verlangen echter ook weer naar de renaissance. Het verlangen naar een eerdere periode, in de film Gouden eeuw-denken genoemd, is dus van alle tijden. Mensen verkiezen een nostalgisch en geïdealiseerd verleden, eerder dan het onbevredigende, chaotische heden of de onzekere toekomst. De tweede ontdekking komt wanneer Gertrude Stein en Ernest Hemingway zijn roman gelezen hebben en niet snappen dat de hoofdpersoon bedrogen wordt door zijn vriendin. Gil beseft dat dit zijn eigen ontkenning is.
De vader van Inez die het maar verdacht vond dat Gil steeds 's nachts op pad gaat heeft hem laten volgen door een privédetective maar deze blijkt vermist geraakt te zijn. Bij het volgen is hij in het Kasteel van Versailles ten tijde van Lodewijk XIV terecht gekomen met als gevolg dat hij gevangengenomen is. Gil verbreekt zijn verloving en besluit in Parijs te gaan wonen. Op straat ontmoet hij Gabrielle die hij reeds in een winkel had ontmoet en samen lopen ze door het regenachtige Parijs. Want, zeggen ze, Parijs is het mooist als het regent.

## Rolverdeling
- Owen Wilson als Gil Pender
- Rachel McAdams als Inez
- Kurt Fuller als John, Inez' vader
- Mimi Kennedy als Helen, Inez' moeder
- Michael Sheen als Paul Bates
- Nina Arianda als Carol Bates
- Carla Bruni als museumgids
- Yves Heck als Cole Porter
- Alison Pill als Zelda Fitzgerald
- Corey Stoll als Ernest Hemingway
- Tom Hiddleston als F. Scott Fitzgerald
- Sonia Rolland als Josephine Baker
- Daniel Lundh als Juan Belmonte
- Kathy Bates als Gertrude Stein
- Marcial Di Fonzo Bo als Pablo Picasso
- Marion Cotillard als Adriana
- Léa Seydoux als Gabrielle
- Emmanuelle Uzan als Djuna Barnes
- Adrien Brody als Salvador Dalí
- Tom Cordier als Man Ray
- Adrien de Van als Luis Buñuel
- Gad Elmaleh als Detective Tisserant
- David Lowe als T.S. Eliot
- Yves-Antoine Spoto als Henri Matisse
- Laurent Claret als Leo Stein
- Vincent Menjou Cortes als Henri de Toulouse-Lautrec
- Olivier Rabourdin als Paul Gauguin
- François Rostain als Edgar Degas
- Michel Vuillermoz als Versailles Royalty

## Productie
Carla Bruni werd aangezocht door Allen voor een bijrolletje als museumgids.
Er werd gefilmd op locaties zoals Square Jean-XXIII (nabij Notre Dame), Montmartre, Opera, Sacre Coeur, Île de la Cité, en bij het Panthéon.